# Cyrille Simon Picquet
Pour les articles homonymes, voir Picquet.
Cyrille-Simon Picquet, né le 14 novembre 1774 à Lorient et mort le 2 septembre 1847 à Heidelberg, en grand-duché de Bade, est un général français de la Révolution et de l’Empire.

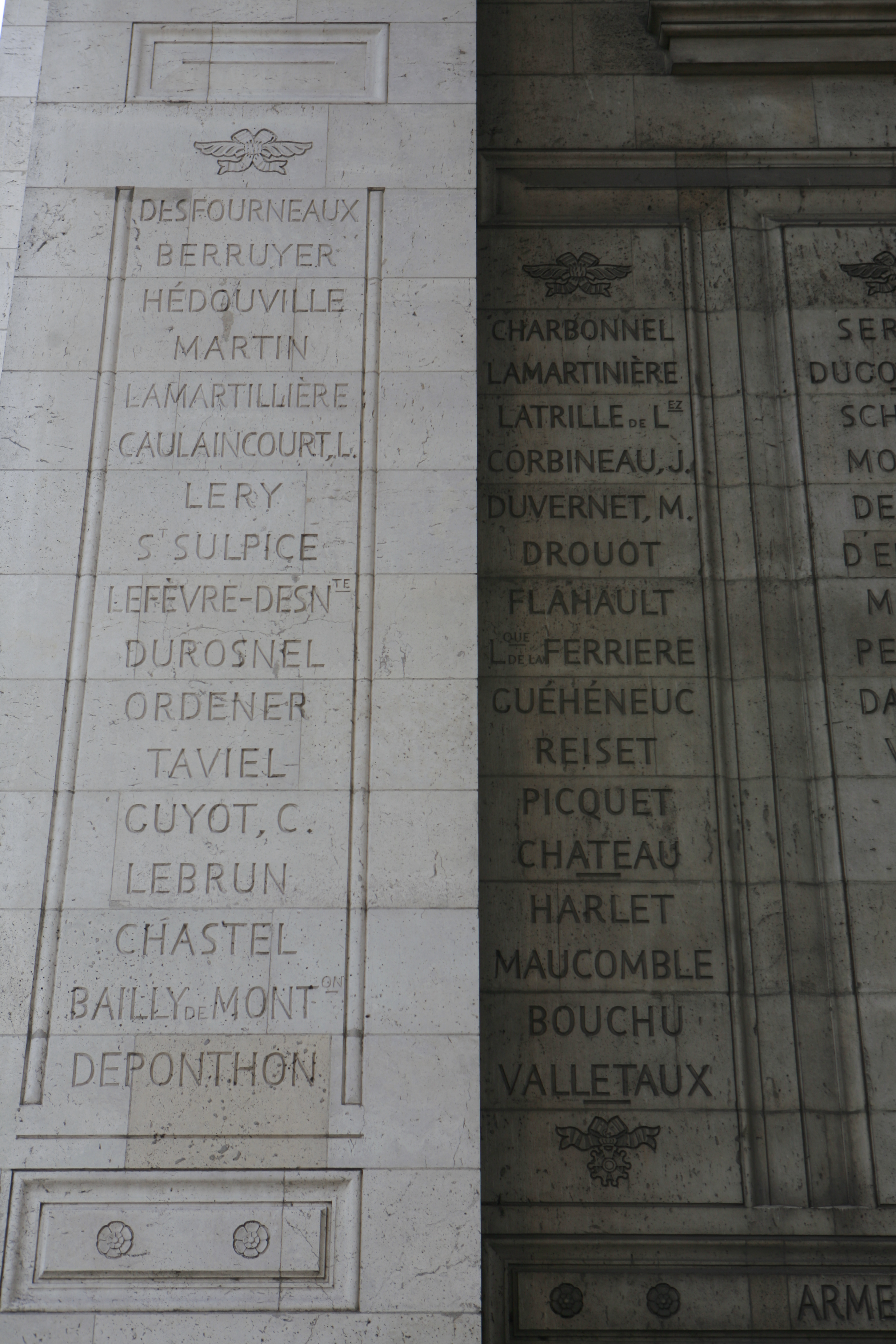
Noms gravés sous l'arc de triomphe de l'Étoile : pilier Ouest, 31e et.

## Biographie
En 1793, il est capitaine des chasseurs à cheval de la légion du Nord, ci-devant légion de La Fayette, il est nommé colonel du 6e régiment de dragons le 13 février 1807, puis est promu au grade de général de brigade le 8 mars 1813. Il commande le 2e régiment de dragons à Waterloo. Fait lieutenant-général le 6 juillet 1815, cette décision est annulée à la Restauration le 1er août 1815.
Le 7 février 1831, après la Révolution de Juillet, Picquet est confirmé dans son grade de lieutenant-général par Louis-Philippe Ier, puis se voit confier la charge d'inspecteur-général de la cavalerie. Il devient également membre du Comité de gendarmerie.

## Décorations
Il est fait grand-officier de la Légion d'honneur le 15 février 1815.

## Hommages
Son nom est gravé sur la 32e colonne de l'arc de triomphe de l'Étoile. L'arc indique PICQUET.